# Atac d'impuls electromagnètic
Un impuls electromagnètic, en anglès:electromagnetic pulse abreujat com EMP, és ua ràfega de radiació electromagnètica. Les explosions nuclears creen un impuls característic de la radiació electromagnètica anomenat EMP nuclear o NEMP.
Els camps elèctrics i magnètics ràpidament canviants que en resulten, poden acoblar-se amb sistemes elèctrics i electrònics per a produir un corrent perjudicial i pujades de la tensió elèctrica. Les característiques específiques de qualsevol esdeveniment, en particular el EMP nuclear, varien d'acord amb una sèrie de factors, el major dels quals és l'altitud de la detonació.
El terme "impuls electromagnètic" generalment exclou els òptics (infraroig, visible, ultraviolat) i els ionitzants (com són els raigs X i la radiació gamma).
En la terminologia militar, un cap nuclear detona a centenars de quilòmetres per sobre de la superfície de la Terra i rep el nom de dispositiu de gran altitud amb impuls electromagnètic (HEMP). Els efectes d'un dispositiu HEMP depenen de factors que inclouen l'altitud de la detonació, el rendiment de l'energia, la producció de raigs gamma, les interaccions amb el camp magnètic de la Terra i el blindatge electromagnètic dels objectius.

## Història
El fet que un impuls electromagnètic es produeix per una explosió nuclear era conegut en els primers dies de les proves d'armes nuclears. De la magnitud de l'EMP i la importància dels seus efectes, però, no se'n van adonar immediatament
Durant la primera prova nuclear dels dels Estats Units (Trinity) el 16 de juliol de 1945, els equips electrònics van ser protegits a causa de l'expectativa d'Enrico Fermi de la producció d'un impuls electromagnètic, però sense adonar-se immediatament sobre la magnitud de l'EMP i del significat dels seus efectes.
La primera observació ben documentada sobre els efectes a gran altitud va ocórrer amb una explosió mitjançant un globus d'heli, Yucca EMP, el 28 d'abril de 1958. En aquesta prova, els mesuraments del camp elèctric de les armes de 1,7 quilotones van sortir de l'escala dels instruments de prova i s'estima en al voltant de 5 vegades els límits de l'oscil·loscopi.
L'any 1962 les proves als Estats Units i a la Unió Soviètica van confirmar els resultats de l'experiment Yucca EMP i van fer que fossin més coneguts fora del grup original de científics.